# Юй Гохуа
Юй Гохуа (спрощ.: 俞国华; кит. трад.: 俞國華; піньїнь: Yú Guóhuá; 10 січня 1914 — 4 жовтня 2000) — китайський політик, голова Виконавчого Юаня Республіки Китай в 1984—1989 роках.

## Кар'єра
Закінчив Гарвард і Лондонську школу економіки.
Від 1967 до 1969 року очолював міністерство фінансів Республіки Китай, після чого займав пост голови Центрального банку Республіки Китай.
1984 року очолив уряд. За свого врядування домігся припинення режиму воєнного стану, що діяв у країні впродовж 38 років. 1989 року вийшов у відставку.
Помер 2000 року в Тайбеї.